# Дамаскин (Кононов)
Игу́мен Дамаски́н (в миру Дамиан Кононов; 22 октября [2 ноября] 1795, Быково-Репинка, Тверское наместничество — 23 января [4 февраля] 1881, Валаамский монастырь, Выборгская губерния) — священнослужитель Русской православной церкви, игумен, настоятель Валаамского монастыря (1839—1881).

## Биография
Родился в 1795 году в семье крестьянина деревни Репенки Старицкого уезда Тверской губернии и с раннего детства отличался благочестием и скромностью.
В 1816 году он ходил на богомолье в город Киев, затем посетил монастыри — Соловецкий, Андрусовский, Валаамский, Коневский и Тихвинский.
В июле 1819 года поступил в Валаамский монастырь, где 10 сентября 1820 года определён в послушники: был конюхом, пекарем, с 1822 года был нарядчиком рабочих, затем ему поручена была охрана от чухон всего монастырского острова.

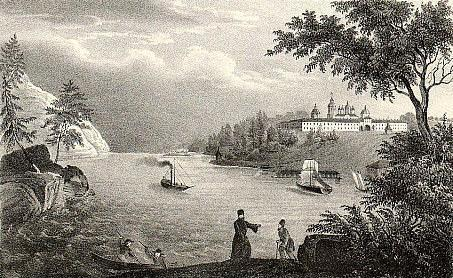
Вид Валаамского монастыря в XIX веке

В 1823 году был пострижен в рясофор, а 12 декабря 1825 года — в монашество с именем Дамаскин.
С марта 1826 года монах Дамаскин удалился в пустынное место на безмолвное жительство и «предавался иноческим подвигам» до 1833 года, когда был призван к управлению валаамским скитом «Всех святых», но через год снова удалился в пустыню.
18 ноября 1838 года благочинным монастырей Санкт-Петербургской епархии архимандритом Игнатием (Брянчаниновым) был вызван в Санкт-Петербург, где 4 декабря того же года епископом Ревельским Венедиктом (Григоровичем) рукоположен в сан иеродиакона, а 7 декабря — в сан иеромонаха. 30 января 1839 года по представлению архимандрита Игнатия (Брянчанинова) в Петропавловском соборе Санкт-Петербурга был возведён в сан игумена с награждением набедренником и палицей. 11 либо 14 февраля 1839 года был утверждён настоятелем монастыря.
Заслуги игумена Дамаскина по устройству Валаамской обители были очень велики: внутреннюю жизнь монастыря ему удалось возвратить к добрым порядкам прежнего времени, а с внешней стороны он украсил Валаам скитами, церквами, часовнями, каменными крестами, многочисленными домами и удобными дорогами. За 40 с лишком лет игуменства Дамаскиным Кононовым было устроено на острове Валааме 6 скитов, 10 церквей, до 20 часовен и до 10 больших каменных и деревянных крестов; построено для монашествующих и богомольцев до 20 домов, в том числе монастырская гостиница и странноприимный дом для финнов, корел и шведов; им же, в 1866 году, приобретено для монастыря 5 соседних островов и дома в городах Сердоболе, Москве и Новгороде; устроено при монастыре книгохранилище; в 1860 году — водопровод, водоподъемная машина и мастерские, рабочий и конюшенный дома, куплен для монастыря пароход, устроен питомник хвойных и лиственных деревьев и ездовые и пешеходные дороги с мостами и канавами.
В 1863 году игумен Дамаскин был назначен благочинным Валаамского и Коневского монастырей.
В 1871 году с ним был удар паралича, а с 1872 года он стал болеть; обязанности настоятеля в это время фактически выполнял Ионафан (Дмитриев). 23 января 1881 года игумен Дамаскин скончался.
«Поучения его к братии» всегда были кратки и просты, но в них Дамаскин Кононов говорил о подвигах монашеских на основании своего опыта.